# Comuna Ulmi, Dâmbovița
Ulmi (în trecut, Colanu) este o comună în județul Dâmbovița, Muntenia, România, formată din satele Colanu, Dimoiu, Dumbrava, Matraca, Nisipurile, Udrești, Ulmi (reședința) și Viișoara.

## Așezare
Comuna se află în centrul județului, imediat la sud-est de Târgoviște, pe malul drept al Ialomiței. Ea este străbătută de șoseaua națională DN71 care leagă Târgoviște de București, șosea din care la Ulmi se desprinde șoseaua județeană DJ711 care duce spre Bujoreanca și DN1A. Tot pe teritoriul comunei Ulmi, din DJ711 se ramifică și DJ720B, un alt drum județean care o leagă de comuna Răzvad, pe malul celălalt al Ialomiței. Prin partea de sud-vest a comunei curge și râul Ilfov.

## Demografie
Componența etnică a comunei Ulmi
     Români (91,91%)
     Romi (1,7%)
     Alte etnii (0,53%)
     Necunoscută (5,85%)
Componența confesională a comunei Ulmi
     Ortodocși (91,95%)
     Alte religii (1,38%)
     Necunoscută (6,67%)
Conform recensământului efectuat în 2021, populația comunei Ulmi se ridică la 5.280 de locuitori, în creștere față de recensământul anterior din 2011, când fuseseră înregistrați 4.359 de locuitori. Majoritatea locuitorilor sunt români (91,91%), cu o minoritate de romi (1,7%), iar pentru 5,85% nu se cunoaște apartenența etnică. Din punct de vedere confesional, majoritatea locuitorilor sunt ortodocși (91,95%), iar pentru 6,67% nu se cunoaște apartenența confesională.

## Politică și administrație
Comuna Ulmi este administrată de un primar și un consiliu local compus din 13 consilieri. Primarul, Petruț-Bogdan Tița[*], de la Partidul Social Democrat, este în funcție din 2016. Începând cu alegerile locale din 2024, consiliul local are următoarea componență pe partide politice:
|  | Partid                    | Consilieri | Componența Consiliului | Componența Consiliului | Componența Consiliului | Componența Consiliului | Componența Consiliului | Componența Consiliului | Componența Consiliului | Componența Consiliului | Componența Consiliului | Componența Consiliului | Componența Consiliului |
|  | ------------------------- | ---------- | ---------------------- | ---------------------- | ---------------------- | ---------------------- | ---------------------- | ---------------------- | ---------------------- | ---------------------- | ---------------------- | ---------------------- | ---------------------- |
|  | Partidul Social Democrat  | 11         |                        |                        |                        |                        |                        |                        |                        |                        |                        |                        |                        |
|  | Partidul Național Liberal | 2          |                        |                        |                        |                        |                        |                        |                        |                        |                        |                        |                        |

## Istorie
La sfârșitul secolului al XIX-lea, comuna purta numele de Colanu (fiind denumită astfel deoarece forma un semicerc în jurul Târgoviștei, iar satul de reședință a luat și el acest nume), făcea parte din plasa Dealu-Dâmbovița a județului Dâmbovița, și era formată din satele Priseaca, Dumbrava, Colanu, Udrești, Ulmi, Matraca, Dimoiu și Nisipurile, cu 1305 locuitori. În comună funcționau patru biserici, o școală mixtă, teascuri de ceară pentru lumânări și câteva fabrici de gaz ale Târgoviștei.
În 1925, comuna Colanu era inclusă în plasa Târgoviște a aceluiași județ și avea în compunere satele Colanu, Dumbrava, Priseaca, Udrești și Ulmi, cu 1725 de locuitori. Satele Matracaua, Dimoiu și Nisipurile fuseseră transferate comunei vecine Comișani.
În 1931, satele Ulmi, Matracaua și Nisipurile s-au separat și au format comuna Ulmi, în vreme ce comuna Colanu a rămas cu satele Colanu, Dumbrava și Udrești. Ambele comune au devenit comune suburbane ale comunei urbane Târgoviște.
În 1950, comunele au fost transferate la raionul Târgoviște din regiunea Prahova și apoi (după 1952) din regiunea Ploiești. În 1968, ele au fost comasate, comuna Colanu fiind desființată și satele ei incluse în comuna Ulmi, care a redevenit comună suburbană a municipiului Târgoviște. În 1989, conceptul de comună suburbană a fost eliminat din legislație, comuna Ulmi fiind subordonată direct județului Dâmbovița.